# He nacido en la ribera
He nacido en la ribera es una película filmada en colores de Argentina dirigida por Catrano Catrani según el guion de Víctor Tasca que se estrenó el 19 de agosto de 1972 y que tuvo como protagonistas a Luis Tasca, Susana Giménez, Enzo Viena, Santiago Bal, Eddie Pequenino, Gino Renni, Ricardo Darín y Arturo Puig. Fue filmada en el barrio de La Boca.

## Sinopsis
Un grupo de muchachos que intenta concretar sus sueños en el deporte, en la música, en el modelaje y en el amor.
Los sueños y el éxito se oponen a este sentimiento verdadero,donde la protagonista femenina(Giménez)dejara el amor en busca de su futuro en el exterio,mientras que el protagonista masculino(Puig)podrá gozar a la vez,del triunfo futbolístico y el personal.

## Reparto
- Luis Tasca … Don Julio Notari
- Susana Giménez … Susana
- Enzo Viena … Lorenzo Reyes
- Santiago Bal … Beto
- Eddie Pequenino … Tano
- Gino Renni … Mario
- Arturo Puig … Miguel Notari
- Silvia Mores … Silvia
- Fidel Pintos … Gringo
- Horacio Bruno … Policía
- Ricardo Darín … Miguel Notari (de niño)
- Miriam Bamondi … Silvia (de niña)
- Benito Quinquela Martín … Él mismo
- Greco … Greco
- Horacio Márquez
- Angélica Palmer
- Adriana Tasca
- Mariana Sáenz Moreno
- Elvira Porcel
- Víctor Papatino
- Silvina Suárez
- Claudia Palacios
- Bernardo Coral
- Hugo Daniel
- Norberto D'Arezzo
- Mario Savino

## Comentarios
Manrupe y Portela escriben:

”Repetida historia de “pibe campeón”. Puede verse el afiche publicitario de “Jabón Cadum” que lanzó a la popularidad a Susana Giménez. Se estrenó como complemento de Me enamoré sin darme cuenta.”